# Dictyocephalos
Dictyocephalos — рід грибів родини Phelloriniaceae. Назва вперше опублікована 1901 року.

## Класифікація
До роду Dictyocephalos відносять 4 види:
- Dictyocephalos attenuatus
- Dictyocephalos curvatus
- Dictyocephalos japonicus
- Dictyocephalos strobilinus